# Instituto Federal da Bahia

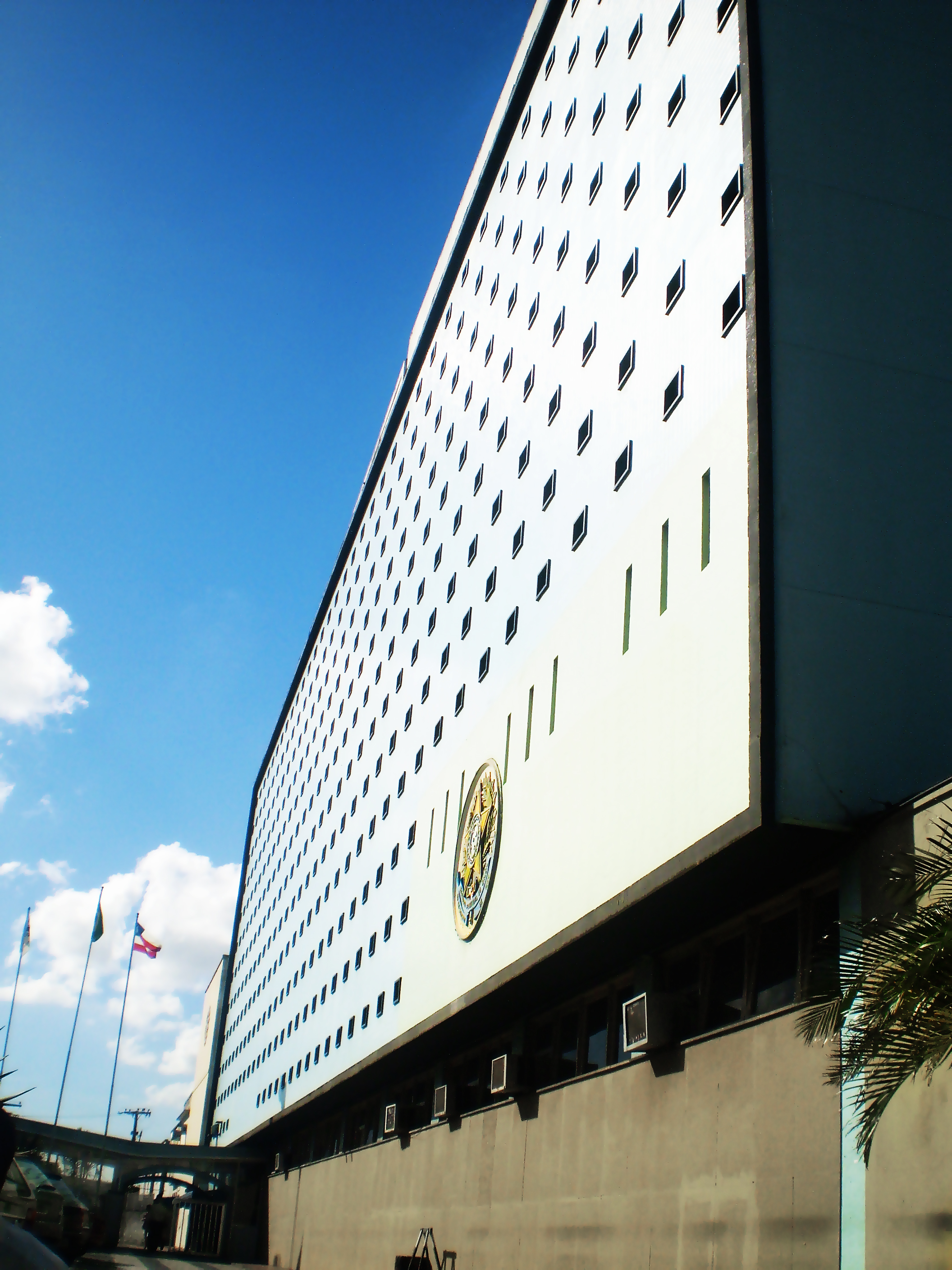
IFBA - Campus Salvador

O Instituto Federal de Educação, Ciência e Tecnologia da Bahia (IFBA) é uma instituição de ensino da República Federativa do Brasil, criada mediante transformação do Centro Federal de Educação Tecnológica da Bahia (CEFET/BA), através da Lei Federal 11.892. Sua reitoria está instalada em Salvador, no bairro do Canela. Na capital baiana, no bairro do Barbalho, também está localizado um dos campi do Instituto, o campus Salvador.
Tem característica marcante e singular no estado da Bahia por ser uma entidade que oferece, numa única organização institucional, educação tecnológica profissional em todos os níveis, além de possuir uma estrutura multicampi, com unidades de ensino em diversas regiões estratégicas do estado.
Vivendo uma experiência cada vez mais singular e destacada no trilhar histórico da educação tecnológica na Bahia, o IFBA se renova e se reestrutura na constante e crescente transformação por que passa a sociedade, perseguindo estrategicamente os caminhos que possibilitem responder pelas questões e demandas da comunidade.

## História
A história do Instituto Federal da Bahia começa quando, em 2 de junho de 1910, a Escola de Aprendizes Artífices da Bahia foi instalada, provisoriamente, no Edifício do Centro Operário da Bahia, à rua 11 de junho, local próximo ao largo do Relógio de São Pedro (Av. Sete de Setembro).
A Escola de Aprendizes Artífices da Bahia começou a funcionar oferecendo cursos nas oficinas de alfaiataria, encadernação, ferraria, sapataria e marcenaria.
Em 1926 a Escola foi transferida para um novo prédio, situado no Barbalho, local onde se encontra até hoje e, a partir de 1930, a Escola, já com nova estrutura predial, passou a contar com as oficinas de tipografia, pautação, encadernação e fototécnica, na Seção de Artes Gráficas; oficinas de marcenaria, carpintaria e vimaria, na Seção de Trabalhos de Madeira; oficinas de mecânica, fundição e serralheria, na Seção de Trabalhos de Metais; e com as oficinas de sapataria, artes decorativas e alfaiataria.
Em 1937 a Instituição passou a ser denominada Liceu Industrial de Salvador.
Em 1942 passou a ser chamada de Escola Técnica de Salvador, em função da aplicação da Lei nº 4.127/42 que estabelecia as bases de organização da rede federal de estabelecimentos de ensino industrial. Nessa época, a Instituição implantou os seus primeiros cursos técnicos: Curso de Desenho de Arquitetura e Desenho de Máquinas e o Curso de Eletrotécnica.
Em 1959, a reforma do ensino industrial, transformou as Escolas Técnicas em autarquias educacionais e, em 1965, com a Lei nº 4.759/65 a Instituição passou a ser denominada de Escola Técnica Federal da Bahia (ETFBA).
Em 1993, entra em vigor a lei 8711, que transforma a ETFBa em Centro Federal de Educação Tecnológica da Bahia (CEFET-BA), incorporando a ela o Centro de Educação Tecnológica da Bahia (CENTEC), que já oferecia cursos técnicos de terceiro grau desde 1976. Essa fusão forneceu ao CEFET nível superior, colocando em prática a verticalização do ensino, oferecendo cursos profissionalizantes de segundo grau, graduação e pós-graduação.
Além de todas as mudanças estruturais, a transformação em CEFET também trouxe uma proposta de expansão para outras áreas da Bahia, através das Unidades Descentralizadas (Uneds). Em 1994, o CEFET-BA implanta a sua primeira Unidade de Ensino Descentralizada em Barreiras. Em 1996, foram implantadas as UNEDs de Valença, Vitória da Conquista e Eunápolis.
Em 1996, o CEFET-BA deu início a uma grande transformação em sua estrutura acadêmica, como consequência da implantação da nova Lei de Diretrizes e Bases da Educação Nacional, Lei nº 9.394/96, que instituiu uma profunda mudança no sistema organizativo da educação tecnológica profissional.
O CEFET também estimulou a criação de cursos de Pós-graduação, criando assim uma cultura da pesquisa e extensão. Em 1997 foi criada na UNED Barreiras a Especialização em Metodologia do Ensino, em 1998 o Mestrado em Pedagogia Profissional, construído juntamente com INSPETP de Cuba e com sede em Salvador, e em 2005 a Especialização em Gestão de Instituições Públicas de Ensino.
A partir de 2006, inicia-se o processo de transformação do Campus de Simões Filho em uma nova Unidade de Ensino e a implantação das Unidades de Ensino de Santo Amaro, Porto Seguro e Camaçari.
A partir de 29 de Dezembro de 2008, com a criação da lei nº. 11892, os antigos Centros Federais, Escolas Agrotécnicas e Escolas Técnicas vinculadas às universidades, passam a compor a Rede Federal de Ensino Profissional, passando o CEFET à condição atual Instituto Federal de Educação, Ciência e Tecnologia da Bahia (IFBA).
Em 2009 iniciam-se os trabalhos dos primeiros cursos de Doutorado no IFBA, Doutorado em Engenharia e Ciências dos Materiais e Doutorado em Estatística e Experimentação Agropecuária, em convênio com a UFRN e a UFLA, respectivamente.
Hoje o IFBA conta com uma grandiosa estrutura, que corresponde a 12 campi, com cursos de nível técnico e superior, distribuídos pelas diversas regiões do estado baiano.

## Ensino
O IFBA oferece cursos de educação tecnológica profissional em vários níveis do sistema educacional (ensino médio, técnico, superior e pós-graduação), conforme estabelece a legislação pertinente. O ensino atinge várias áreas do conhecimento, e os seus cursos e currículos seguem uma dinâmica que permite uma constante renovação frente às inovações pedagógico-educacionais, bem como uma integração contínua às mudanças nos processos produtivos (novas tecnologias, sistemas de trabalho e de produção etc.).